# Pomacentrus flavoaxillaris
Pomacentrus flavoaxillaris là một loài cá biển thuộc chi Pomacentrus trong họ Cá thia. Loài này được mô tả lần đầu tiên vào năm 2017.

## Từ nguyên
Từ định danh được ghép bởi hai âm tiết trong tiếng Latinh: flavus ("vàng") và axillaris ("ở nách"), hàm ý đề cập đến vệt màu vàng bao quanh gốc vây ngực của loài cá này.

## Phạm vi phân bố và môi trường sống
P. flavoaxillaris được ghi nhận tại các nhóm đảo thuộc Liên bang Micronesia, từ cụm đảo san hô Ngulu trải dài về phía đông đến bang Kosrae. P. flavoaxillaris được thu thập ở độ sâu khoảng từ 8 đến 20 m.

## Mô tả
Chiều dài lớn nhất được ghi nhận ở P. flavoaxillaris là 7,3 cm. Cơ thể của P. flavoaxillaris có màu xanh lam xám; vảy cá có viền đen tạo thành kiểu hình mắt lưới trên thân của chúng. Đầu có các chấm màu xanh tím. Vây lưng và vây hậu môn màu xám đen hoặc đen nhạt với phần sau trong mờ; phía sau gốc của hai vây này có màu trắng. Vây đuôi và cuống đuôi cũng có màu trắng. Gốc vây ngực có đốm đen với một vệt vàng bao quanh.
Số gai ở vây lưng: 13; Số tia vây ở vây lưng: 13–14; Số gai ở vây hậu môn: 2; Số tia vây ở vây hậu môn: 13–15; Số tia vây ở vây ngực: 16–18; Số gai ở vây bụng: 1; Số tia vây ở vây bụng: 5.

## Phân loại học
P. flavoaxillaris thuộc phức hợp loài Pomacentrus philippinus, phân biệt với các loài còn lại trong phức hợp bởi vệt vàng ở gốc vây ngực, màu trắng ở sau gốc vây lưng và vây hậu môn cũng như toàn bộ đuôi.

## Sinh thái học
Thức ăn của P. flavoaxillaris là tảo và các loài động vật phù du. Cá đực có tập tính bảo vệ và chăm sóc trứng.